# Boratyn (obwód wołyński)
Boratyn (ukr. Боратин) – wieś na Ukrainie, w obwodzie wołyńskim, w rejonie łuckim.
Pod koniec XIX w. wieś w powiecie łuckim, w gminie Połonka.